# Klaxons
Die Klaxons waren eine vierköpfige britische Indie-Rock-Pop-Band.

## Bandgeschichte
Die Band wurde 2005 in London zunächst unter dem Namen Klaxons (Not Centaurs) gegründet. Von der britischen Musikpresse, insbesondere der Zeitschrift New Musical Express, wurde sie bereits kurz nach ihrer Gründung wegen ihrer Verbindung von Rockmusik und Elementen der elektronischen Musik (Electro, Rave) als genretypischer Vertreter des New Rave eingestuft.

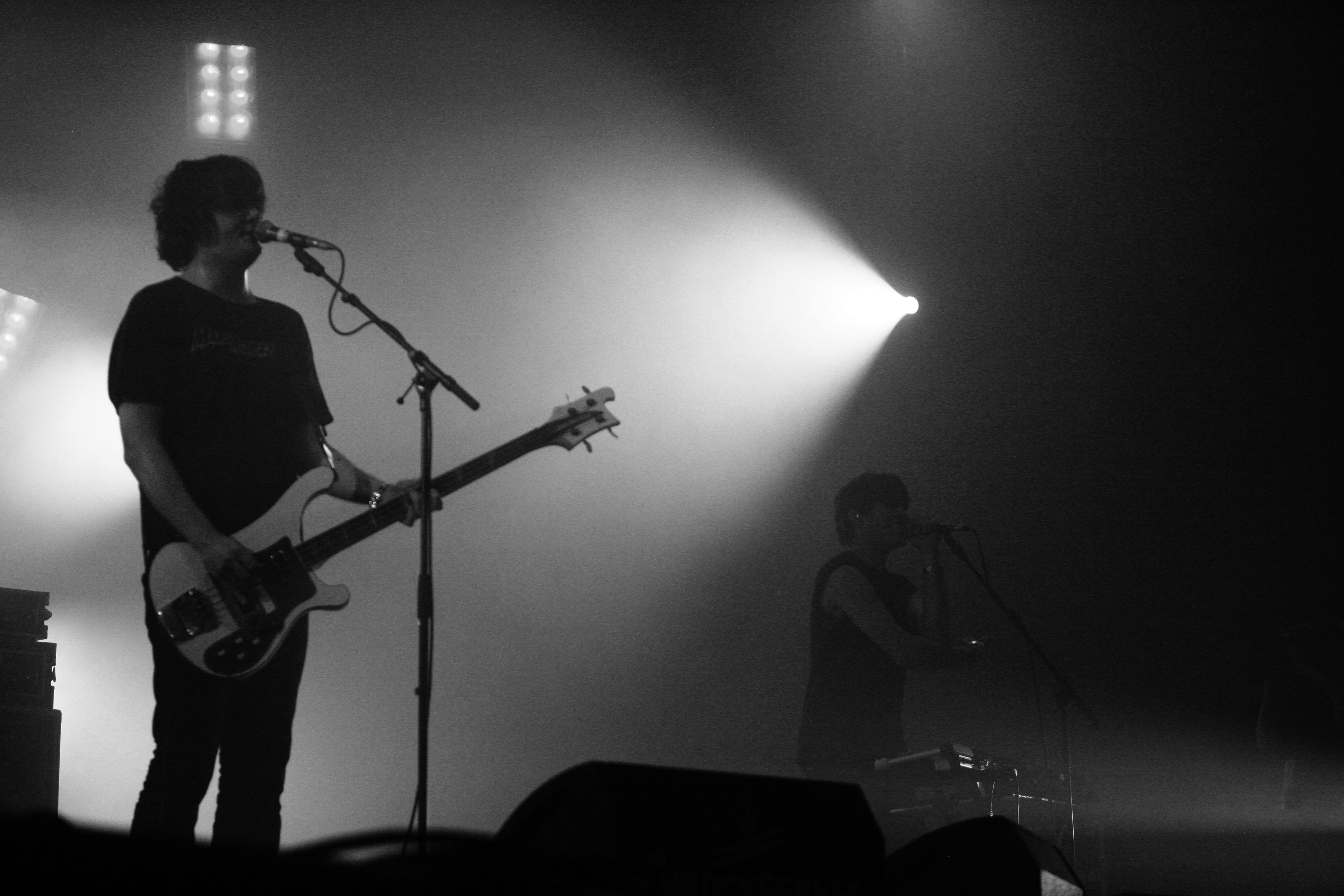
Die Klaxons beim Eurockéennes Festival 2007

Im April 2006 erschien unter dem Titel Gravity's Rainbow die Debütsingle der Band in einer Auflage von 500 Exemplaren. Auch die zweite Single Atlantis to Interzone erschien nur in einer Auflage von 1000 Exemplaren, erzielte jedoch deutlich stärkeres Airplay. Danach erhielten die vier Musiker einen Plattenvertrag bei Polydor Records. Ihr Debütalbum Myths of the Near Future schaffte Anfang Februar 2007 den Einstieg auf Platz 2 der britischen Albumcharts.
Des Weiteren produzierten die Klaxons zusammen mit den Chemical Brothers den Track All Rights Reversed auf deren im Jahr 2007 erschienenen Album We Are the Night.
Gewisse Einflüsse, was Songnamen und -texte betrifft, finden sich bei Aleister Crowley, z. B. beim Song Magick.

## Mitglieder

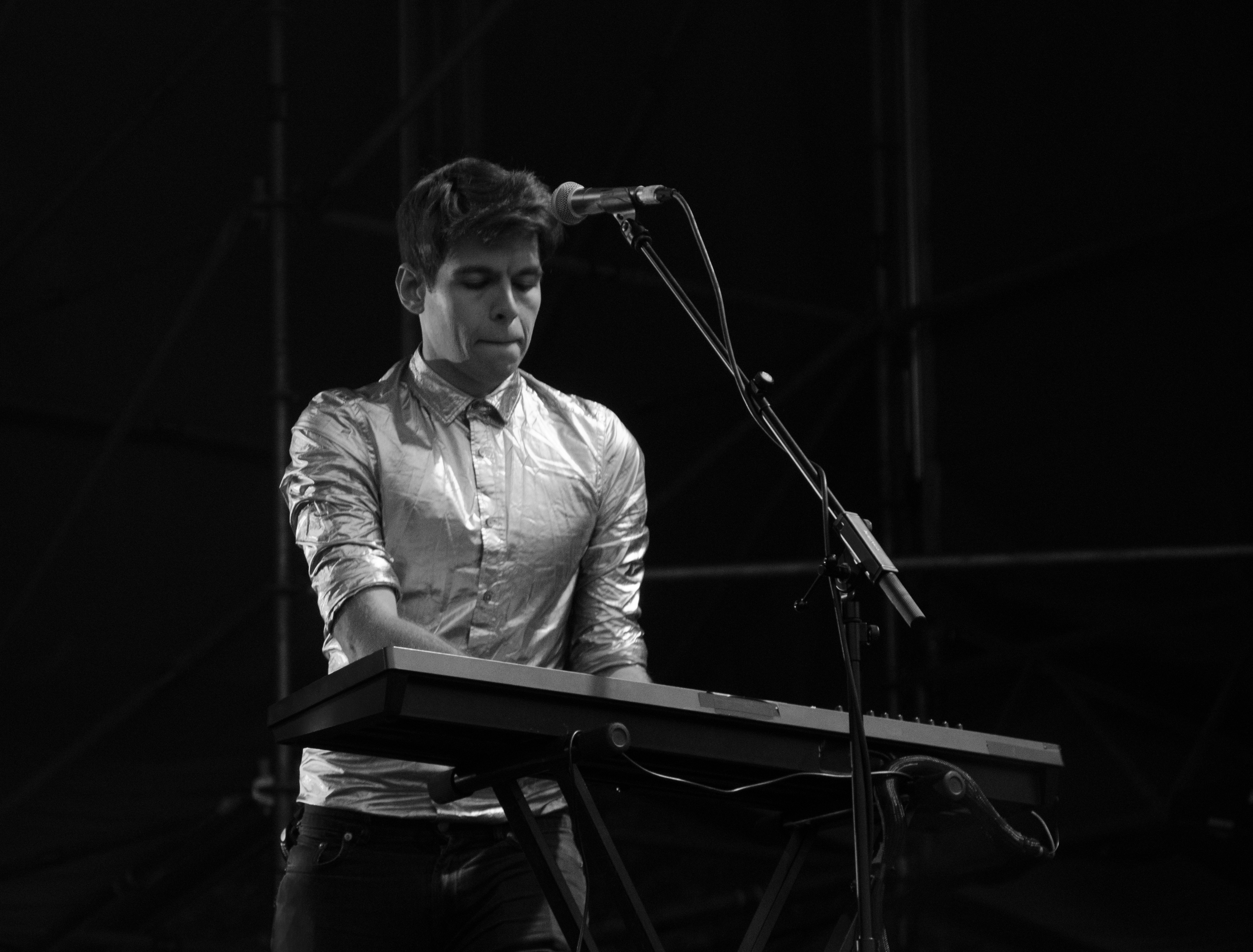
Sänger und Keyboarder James Righton
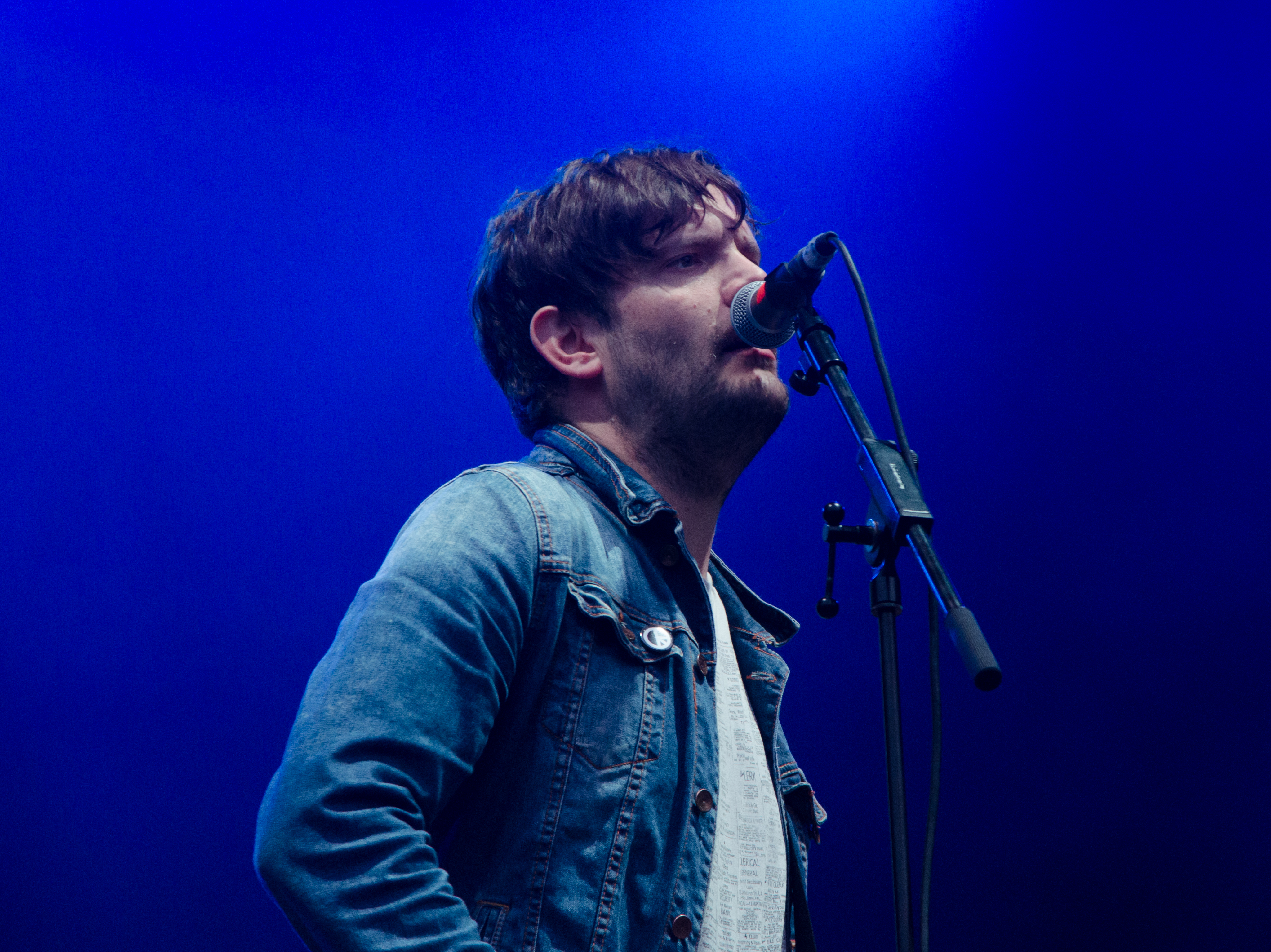
Sänger und Bassist Jamie Reynolds
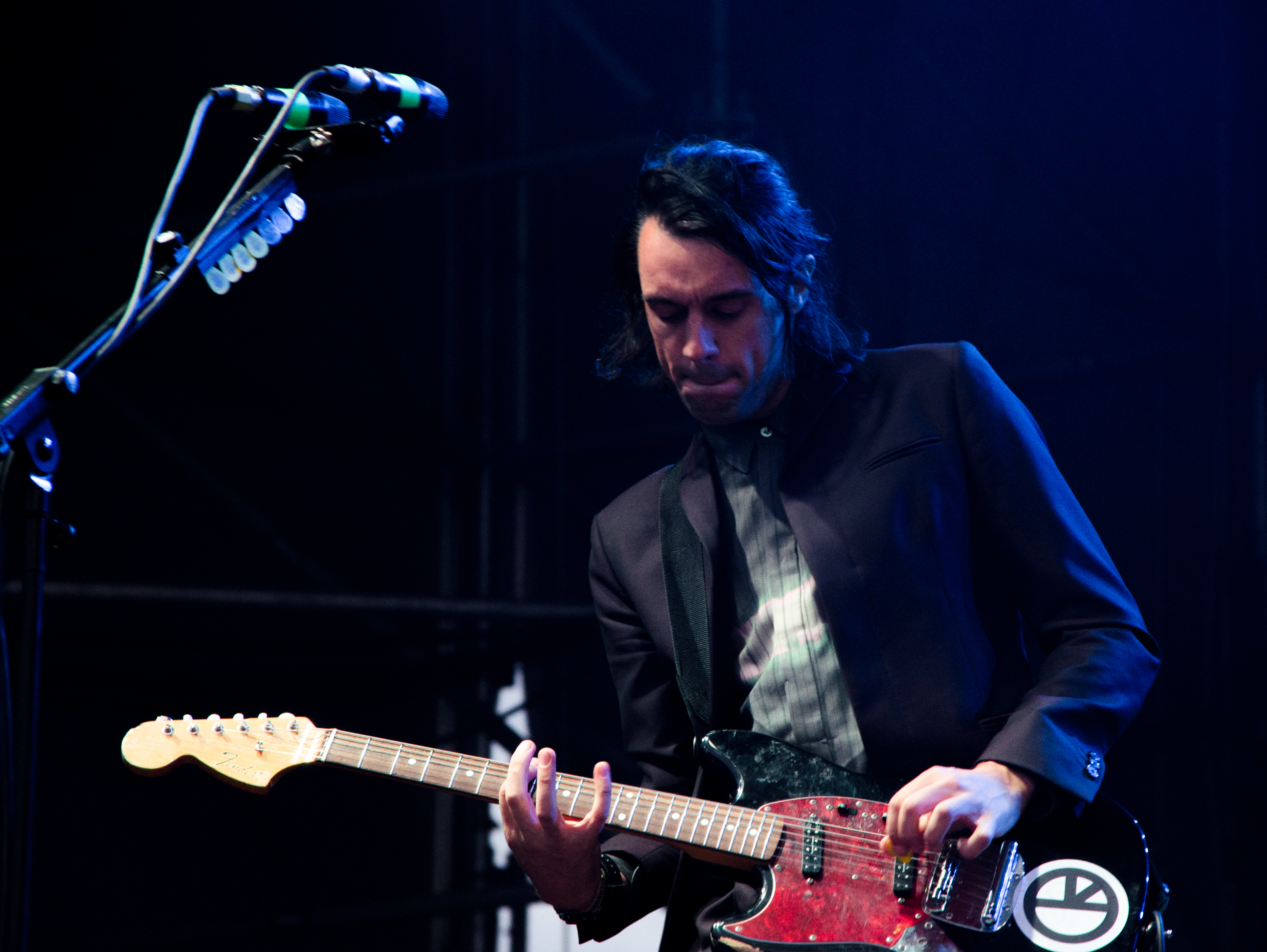
Gitarrist Simon Taylor-Davis
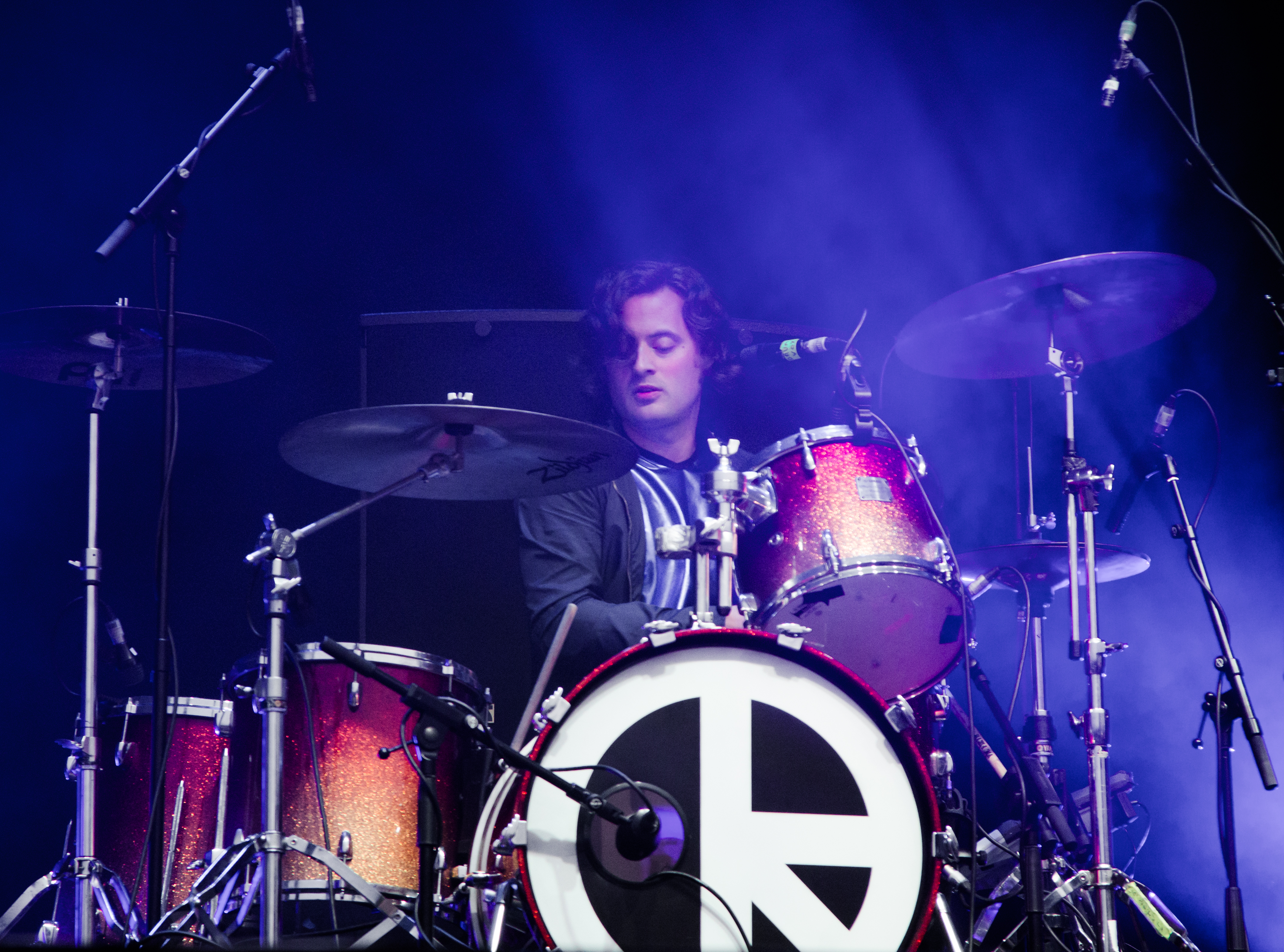
Drummer George Latham

## Diskografie
Alben
- 2007: Myths of the Near Future
- 2010: Surfing the Void, komponiert von Jamie Reynolds, Universal-Music
- 2014: Love Frequency

EPs
- 2006: Xan Valleys
- 2011: Landmarks of Lunacy

Singles
- 2006: Atlantis to Interzone
- 2006: Magick
- 2007: Golden Skans
- 2007: Gravity's Rainbow
- 2007: It's Not Over Yet
- 2007: As Above, So Below
- 2010: Echoes
- 2010: Twin Flames
- 2014: There Is No Other Time
- 2014: Show Me a Miracle
- 2020: Petrichor

## Auszeichnungen für Musikverkäufe
| Goldene Schallplatte - Irland - 2007 für das Album Myths of the Near Future |

Anmerkung: Auszeichnungen in Ländern aus den Charttabellen bzw. Chartboxen sind in ebendiesen zu finden.
| Land/RegionAuszeichnungen für Musikverkäufe (Land/Region, Auszeichnungen, Verkäufe, Quellen) | Silber  | Gold  | Platin     | Verkäufe  | Quellen        |
| -------------------------------------------------------------------------------------------- | ------- | ----- | ---------- | --------- | -------------- |
| Irland (IRMA)                                                                                | —       | Gold1 | —          | 7.500     | irishcharts.ie |
| Vereinigtes Königreich (BPI)                                                                 | Silber1 | —     | 2× Platin2 | 1.100.000 | bpi.co.uk      |
| Insgesamt                                                                                    | Silber1 | Gold1 | 2× Platin2 |           |                |